# Liste der olympischen Medaillengewinner aus Deutschland/U
- Uhlig, Frank
Olympische Sommerspiele 1980, (GDR): Silbermedaille, Fußball „Männer“
- Uhlig, Petra
Olympische Sommerspiele 1976, (GDR): Silbermedaille, Handball „Frauen“
Olympische Sommerspiele 1980, (GDR): Bronzemedaille, Handball „Frauen“
- Uhrmann, Michael
Olympische Winterspiele 2002, (GER): Goldmedaille, Skispringen „Mannschaft Männer“
Olympische Winterspiele 2010, (GER): Silbermedaille, Skispringen „Mannschaft Männer“
- Ulbricht, Lutz
Olympische Sommerspiele 1968, (FRG): Goldmedaille, Rudern „Achter Männer“
- Ullerich, Günther
Olympische Sommerspiele 1956, (EAU): Bronzemedaille, Feldhockey „Männer“
- Ullrich, Artur
Olympische Sommerspiele 1980, (GDR): Silbermedaille, Fußball „Männer“
- Ullrich, Frank
Olympische Winterspiele 1976, (GDR): Bronzemedaille, Biathlon „4-mal-7,5-Kilometer-Staffel Männer“
Olympische Winterspiele 1980, (GDR): Goldmedaille, Biathlon „10 Kilometer Einzel Männer“
Olympische Winterspiele 1980, (GDR): Silbermedaille, Biathlon „20 Kilometer Einzel Männer“
Olympische Winterspiele 1980, (GDR): Silbermedaille, Biathlon „4-mal-7,5-Kilometer-Staffel Männer“
- Ullrich, Jan
Olympische Sommerspiele 2000, (GER): Goldmedaille, Radsport „Straßenrennen Männer“
Olympische Sommerspiele 2000, (GER): Silbermedaille, Radsport „Einzelzeitfahren Männer“
- Ulm, Stefan
Olympische Sommerspiele 2000, (GER): Silbermedaille, Kanurennsport „K4 1000 Meter Männer“
Olympische Sommerspiele 2004, (GER): Silbermedaille, Kanurennsport „K4 1000 Meter Männer“
- Ulrich, Friedrich-Wilhelm
Olympische Sommerspiele 1976, (GDR): Goldmedaille, Rudern „Zweier mit Steuermann“
Olympische Sommerspiele 1980, (GDR): Goldmedaille, Rudern „Zweier mit Steuermann“
- Ulrich, Thomas
Olympische Sommerspiele 1996, (GER): Bronzemedaille, Boxen „Halbschwergewicht Männer“
- Ultsch, Detlef
Olympische Sommerspiele 1980, (GDR): Bronzemedaille, Judo „Mittelgewicht Männer“
- Ulzheimer, Heinz
Olympische Sommerspiele 1952, (GER): Bronzemedaille, Leichtathletik „800 Meter Männer“
Olympische Sommerspiele 1952, (GER): Bronzemedaille, Leichtathletik „4-mal-400-Meter-Staffel Männer“
- Unger, Lutz
Olympische Sommerspiele 1972, (GDR): Bronzemedaille, Schwimmen „4-mal-100-Meter-Freistilstaffel Männer“
Olympische Sommerspiele 1972, (GDR): Silbermedaille, Schwimmen „4-mal-100-Meter-Lagenstaffel Männer“
- Unger, Werner
Olympische Sommerspiele 1964, (EAU): Bronzemedaille, Fußball „Männer“
- Unruh, Florian
Olympische Sommerspiele 2024, (GER): Silbermedaille, Bogenschießen „Mannschaft Mixed“
- Unruh, Lisa
Olympische Sommerspiele 2016, (GER): Silbermedaille, Bogenschießen „Einzel Frauen“
Olympische Sommerspiele 2020, (GER): Bronzemedaille, Bogenschießen „Mannschaft Frauen“
- Unterwalder, Uwe
Olympische Sommerspiele 1972, (GDR): Silbermedaille, Radsport „4000 Meter Mannschaftsverfolgung Männer“
Olympische Sommerspiele 1980, (GDR): Silbermedaille, Radsport „4000 Meter Mannschaftsverfolgung Männer“
- Uphoff, Nicole
Olympische Sommerspiele 1988, (FRG): Goldmedaille, Dressurreiten „Einzel“
Olympische Sommerspiele 1988, (FRG): Goldmedaille, Dressurreiten „Mannschaft“
Olympische Sommerspiele 1992, (GER): Goldmedaille, Dressurreiten „Einzel“
Olympische Sommerspiele 1992, (GER): Goldmedaille, Dressurreiten „Mannschaft“
- Urbanczyk, Klaus
Olympische Sommerspiele 1964, (EAU): Bronzemedaille, Fußball „Männer“
- Urkal, Oyktay
Olympische Sommerspiele 1996, (GER): Silbermedaille, Boxen „Halbweltergewicht“
- Urselmann, Wiltrud
Olympische Sommerspiele 1960, (EAU): Silbermedaille, Schwimmen „200 Meter Brust Frauen“
- Uščins, Renārs
Olympische Sommerspiele 2024, (GER): Silbermedaille, Handball „Männer“
- Uteß, Stefan
Olympische Sommerspiele 2000, (GER): Bronzemedaille, Kanurennsport „C2 1000 Meter Männer“
- Utzschneider, Peter
Olympische Winterspiele 1972, (FRG): Goldmedaille, Bobsport „Zweierbob Männer“
Olympische Winterspiele 1972, (FRG): Bronzemedaille, Bobsport „Viererbob Männer“
Olympische Winterspiele 1976, (FRG): Bronzemedaille, Bobsport „Viererbob Männer“